# Viddernas folk
Viddernas folk (originaltitel Viddenes folk) är en norsk svartvit stumfilm (drama) från 1928. Filmen regisserades av Ragnar Westfelt och i huvudrollerna som Nina och Lapp-Nils ses Mona Mårtenson och Einar Tveito.

## Handling
Lapp-Nils och Nina förälskar sig i varandra, men Ninas far Borka har valt ut Mats till hennes blivande man. Lapp-Nils blir dömd till ett års fängelse för renstöld, men förklarar sig oskyldig. Han rymmer från fängelset och Borka får via en trollkärring Nina att tro att Nils är en brottsling. Hon bestämmer sig för att gifta sig med Mats. En dag möter hon Nils, men innan han hinner tala med henne dyker Borka och Mats upp med gevär och jagar bort honom. Nils träffas av en av Borkas kulor och faller ner för ett stup. Han förmodas vara död, men undkommer med lättare skador.
Bröllopsdagen kommer och Mats har inhandlat brännvin. Han super sig redlös och sätter eld på ett tält. Under branden kommer Nils och vill tala med Nina, men hon avvisar honom. Det enda han får sagt är att han väntar på henne vid Storevarden vid soluppgången. Mats får syn på Nils när han lämnar Ninas tält och tror att han går igen. Mats springer till Borka och erkänner att det var hans som stal renarna och att han dessutom begått dråp. Därefter springer han ut i natten, störtar ned för ett stup och slår ihjäl sig.
Vid soluppgången nästa dagen väntar Nils på Nina precis som han har sagt. Hon kommer och med sig har hon en renflock på 100 djur. Borka dyker upp och vinkar till Nina som vinkar tillbaka. Han förstår att hon har valt Nils till sin man.

## Rollista
- Mona Mårtenson – Nina
- Einar Tveito – Lapp-Nils
- Tryggve Larssen – Borka, Ninas far
- Tore Lindwall – Mats
- Sigurd Eldegard	– domaren
- Snefrid Aukland – trollkäring

## Om filmen
Viddernas folk är Ragnar Westfelts första och enda spelfilmregi i långfilmsformat. Den bygger på en berättelse av Bertil Lundquister som omarbetades till filmmanus av Westfelt. Filmen producerades av Lunde-Film med Westfelt som produktionsledare. Interiörerna spelades in i Spisesalen i Fossheim Sæter, Norge och exteriörerna i Fossheim Sæter, Nystuen, Filefjell och Nordland. George Schnéevoigt var fotograf, Ole Larsen scenograf och Westfelt klippare. Filmen censurerades och var i Sverige tillåten från 15 år.
Filmen premiärvisades den 28 december 1928 i Admiral-Palads i Oslo. Den hade svensk premiär den 17 februari 1930 på Rivoli i Stockholm. I Norge distribuerades filmen av Lunde-Film och i Sverige av AB Biografernas Filmdepôt.